# شالقون
شالقون هي قرية في مقاطعة سراب، إيران. بلغ عدد سكان القرية في 2006  نحو 909 نسمة.

## التركيبة السكانية
في وقت التعداد الوطني لعام 2006، بلغ عدد سكان القرية 909 نسمة في 239 أسرة. وقد سجل التعداد التالي في عام 2011 تعدادًا قدره 891 نسمة في 258 أسرة. أما في تعداد عام 2016، فقد بلغ عدد سكان القرية 878 نسمة موزعين على 270 أسرة.